# حديث المدينة (برنامج)
هو برنامج تلفزيوني من إنتاج التلفزيون المصري، وهو برنامج حواري يقدمه الصحفي المصري مفيد فوزي ويهتم بكل قضايا المجتمع كما أنه يقدم العديد من الأخبار والأحداث الجارية التي تتمحور حول حياة الناس بمصر.